# Lexus LC
Lexus LC – japoński samochód klasy grand tourer, zaprezentowany podczas salonu motoryzacyjnego w Detroit w styczniu 2016 r. przez należącą do koncernu Toyota Motor Corporation firmę Lexus. Model ten jest seryjną realizacją samochodu koncepcyjnego Lexus LF-LC, przedstawionego w Detroit w roku 2012 i uhonorowanego nagrodą EyesOn Design. 
Model LC produkowany jest w gruntownie zmodernizowanej fabryce Motomachi, w której w latach 2010-2012 produkowano supersamochody Lexus LFA.
Lexus LC był pierwszym samochodem luksusowym wyposażonym w automatyczną skrzynię biegów o 10 przełożeniach.
Pierwszy egzemplarz Lexusa LC 500 Convertible został sprzedany na aukcji charytatywnej za kwotę dwóch milionów dolarów.

## Lexus LC500 i LC500h

### Konstrukcja
Lexus LC jest pierwszym modelem, skonstruowanym w oparciu o nową platformę GA-L (Global Architecture for Luxury vehicles), opracowaną m.in. pod kątem zwiększenia sztywności samonośnego nadwozia, zmniejszenia masy i obniżenia środka ciężkości pojazdu. W tym celu w konstrukcji nadwozia wykorzystano wiele elementów ze stali o bardzo wysokiej wytrzymałości, pokrywę silnika, błotniki, poszycie drzwi oraz kolumny przedniego zawieszenia wykonano z aluminium, zaś do wykonania szkieletu drzwi, pokrywy bagażnika i dachu wykorzystano kompozyty zbrojone włóknem węglowym. Umieszczony z przodu zespół napędowy ulokowano za przednią osią, dążąc do skupienia masy elementów pojazdu oraz ładunku, w tym pasażerów, możliwie blisko geometrycznego środka podwozia.

### Układ napędowy
Wersję o napędzie konwencjonalnym  – Lexus LC 500 – wyposażono w znany ze sportowych modeli Lexus RC F i Lexus GS F wolnossący, benzynowy silnik V8 2UR-GSE o pojemności skokowej 5 l, mocy 467 KM i maksymalnym momencie obrotowym 528 Nm, zapewniający przyspieszenie od 0 do 100 km/h w czasie krótszym od 4,5 sekundy. Napęd przenoszony jest na tylne koła za pośrednictwem 10-biegowej przekładni automatycznej. 
Wersję z napędem hybrydowym – Lexus LC 500h – zaprezentowano podczas Międzynarodowego Salonu Samochodowego w Genewie w marcu 2016 r. Samochód wyposażony jest w jednostkę napędową Multi Stage Hybrid System o łącznej mocy 264 kW (359 KM), która oprócz 3,5-litrowego silnika benzynowego V6 o mocy 220 kW oraz przekładni obiegowej, która pełni rolę rozdzielacza mocy i bezstopniowej automatycznej skrzyni biegów e-CVT, zawiera dodatkową automatyczną skrzynię biegów o czterech przełożeniach. W trybie manualnego wyboru przełożeń system oferuje kierowcy 10 biegów, co zapewnia lepsze panowanie nad dynamiką pojazdu.

### Structural Blue Edition
Z okazji jubileuszu 500 000 aut Lexusa sprzedanych w Japonii, w 2018 roku na rynek trafiła limitowana edycja Lexusa LC Structural Blue. W takiej wersji samochód jest pokryty opalizującym lakierem o niebieskim odcieniu, inspirowanym barwą skrzydeł motyla Morpho menelaus. W ofercie znajdują również się dwa warianty kolorystyczne wnętrza – Blue Moment i Breezy Blue. Ponadto, auto wyróżnia się 21-calowymi, czarnymi felgami z kutego aluminium, progami pokrytymi nakładkami z kompozytu wzmacnianego włóknem węglowym, wyświetlaczem HUD, system audio Mark Levinson i podgrzewaną kierownicą.

### LC Yellow Edition
W 2018 roku Lexus wprowadził do ofert specjalną wersję modelu - LC Yellow Edition. Auto otrzymało 21-calowe, kute felgi i zostało pokryte jaskrawym, żółtym lakierem Vibrant Flare Yellow, a elementy w tej samej kolorystyce można znaleźć również we wnętrzu. Lexusa LC w tej odmianie się wyposażone w pakiet Sport+, w którego skład wchodzą m.in. mechanizm różnicowy o ograniczonym uślizgu Torsen i układ kierowniczy o zmiennym przełożeniu. Podobną wersję, również w intensywnym, żółtym kolorze Lexus wprowadził na japoński rynek. Sprzedaż serii LC Luster Yellow jest limitowana czasowo - auto będzie dostępne tylko przez dwa miesiące.  

### Lexus LC 500h Matte Prototype
W czasie Barcelona Motor Show 2019 japońska marka zaprezentowała prototyp Lexus LC 500h Matte Prototype. Samochód pokryto matowym lakierem Space Orange, inspirowanym kolorem zachodzącego słońca. Wstawki o tej samej barwie znalazły się również we wnętrzu auta - na kierownicy, panelach drzwi i desce rozdzielczej. LC 500h Matte Prototype otrzymał również 21-calowe felgi w półmatowym czarnym kolorze oraz dach z włókna węglowego. 

### Lexus LC Limited Edition 2020
W 2019 roku Lexus przedstawił również model LC w wersji Limited Edition 2020. Auto otrzymało zarezerwowany specjalnie dla tej limitowanej odmiany zielony lakier Terrane Khaki, 21-calowe, dwukolorowe aluminiowe obręcze, a wnętrze samochodu wykończono skórą w dwóch kontrastujących ze sobą barwach - brązowej espoke Saddle Tan oraz ciemnej Black Amber. Charakterystycznym elementem Lexusa LC Limited Edition 2020 są również specjalne listwy progowe. 

### Lexus LC Aviation
Pod koniec 2020 roku japoński oddział Lexusa pokazał limitowaną wersję Aviation. Samochód wyróżnia się stałym spojlerem z włókna węglowego z charakterystycznymi opadającymi w dół pionowymi płetwami po obu stronach, które są wzorowane na wingletach stosowanych w samolotach. W tym modelu obecne są również specjalne obręcze kół w czarnym kolorze oraz wnętrze wykończone Alcantarą z brązowymi przeszyciami. W pracach nad autem uczestniczył pilot akrobacyjny Yoshihide Muroya. 

## Lexus LC 500 Convertible

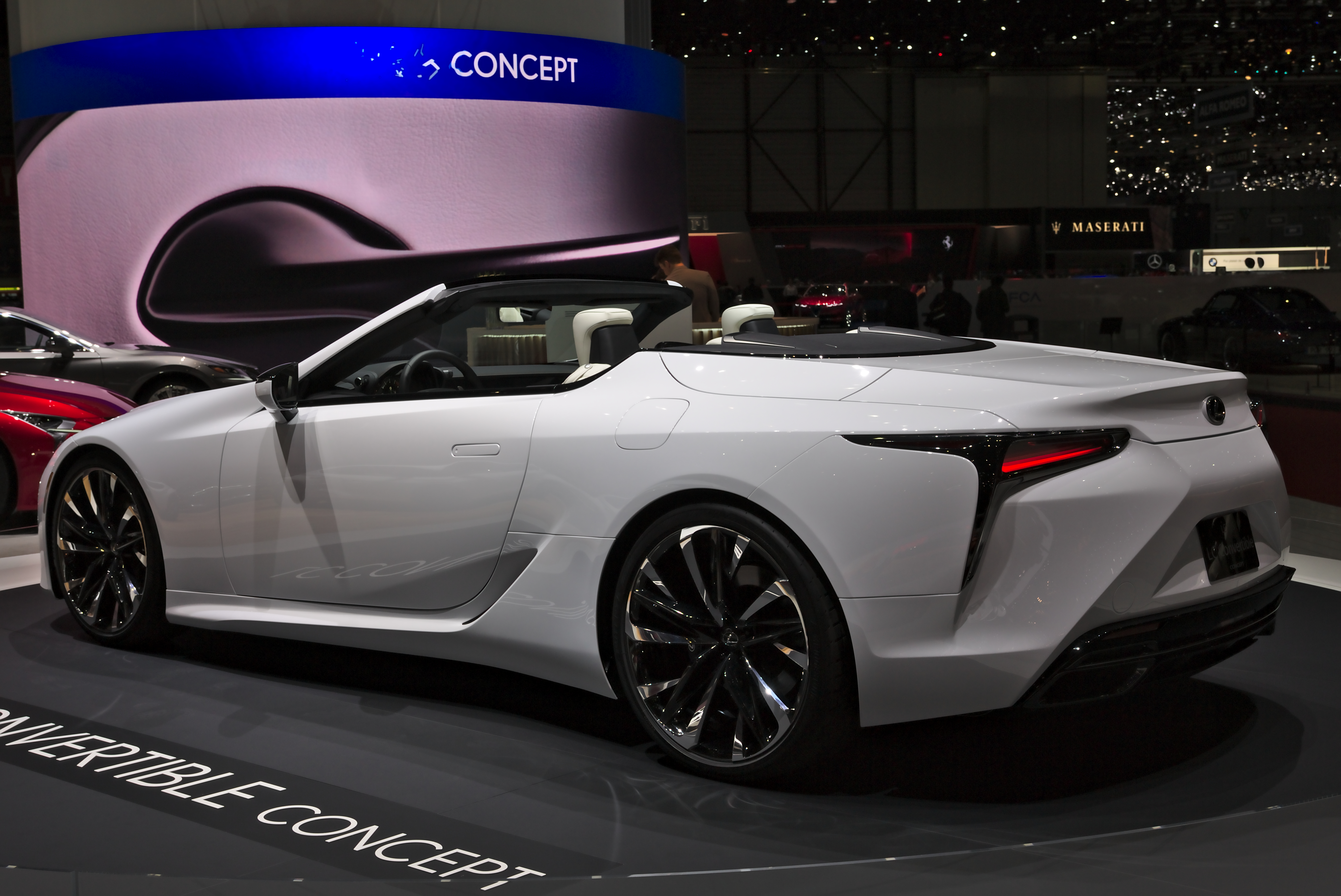
Lexus LC Convertible Concept

Na targach North American International Auto Show 2019 w Detroit Lexus zaprezentował model LC Convertible Concept. Koncepcyjne auto z otwieranym, miękkim dachem zyskało takie same wymiary oraz wygląd i było zapowiedzią samochodu drogowego w wersji kabriolet. W lipcu tego samego roku na Goodwood Festival of Speed Lexus potwierdził wprowadzenie samochodu do produkcji, a oficjalna premiera samochodu odbyła się na Los Angeles Auto Show w listopadzie 2019 roku.  
Kabriolet jest dostępny z 5-litrowym silnikiem V8 znanym z modelu LC 500. Auto wyposażono w miękki dach, który otwiera się i składa w 15 sekund. Z mechanizmu elektrycznego składania można korzystać do prędkości 50 km/h. W konstrukcji samochodu zastosowano dodatkowe wzmocnienia, a otwarte nadwozie sprawia, że auto ma niżej położony środek ciężkości niż wariant coupé. Pierwsze egzemplarze kabrioletu trafią do klientów w 2020 roku.  

## Lexus LC F
W lutym 2017 roku macierzysty koncern Lexusa złożył w Urzędzie Unii Europejskiej ds. Własności Intelektualnej wniosek o zarejestrowanie znaku towarowego LC F, co zapowiada wprowadzenie modelu Lexus LC F o podwyższonych osiągach, analogicznego do modeli RC F i GS F. Kwestia jednostki napędowej, w którą miałby on być wyposażony, pozostaje otwarta, ponieważ silnik V8 2UR-GSE, zastosowany w RC F i GS F, jest standardowym napędem modelu LC 500. Dziennikarze spekulują, że samochód może otrzymać ten sam silnik z kompresorem albo mniejszy motor twinturbo. Pod uwagę brana jest również możliwość zastosowania napędu na cztery koła. Z wypowiedzi Koji Sato, głównego konstruktora Lexusa LC można wnioskować, że w grę wchodzi również jednostka hybrydowa.

## Wersja wyścigowa
W sierpniu 2016 r. zespół Lexus Gazoo Racing zaprezentował Lexusa LC GT500 – opracowaną przez TRD (Toyota Racing Development) wyścigową wersję modelu LC, która w przyszłym roku zastąpi Lexusa RC F w japońskich wyścigach serii Super GT. Samochód zyskał karoserię o zoptymalizowanej aerodynamice, a silnik V8 zastąpiono w nim turbodoładowanym, czterocylindrowym silnikiem rzędowym o pojemności skokowej 2000 cm³ z bezpośrednim wtryskiem paliwa, współpracującym z sześciostopniową sekwencyjną skrzynią biegów. W listopadzie 2016 r. Lexus LC GT500 wykonywał jazdy próbne na japońskim torze Autopolis na wyspie Kyushu. Auto zaczęło rywalizować w Super GT w 2017 roku. W debiutanckim wyścigu na torze Okayama International Circuit samochody zajęły pierwszych sześć miejsc. Lexus LC GT500 startował w japońskiej serii przez trzy sezony w latach 2017-2019. W tym czasie auto wygrało łącznie 14 wyścigów na 24 starty, pozwoliło zdobyć sześć pole position i zagwarantowało dwa tytuły mistrzowskie kierowców i dwa w klasyfikacji zespołowej. 

## Osiągnięcia sportowe
- 8.04.2017 – załogi startujące Lexusami LC GT500 zajęły miejsca od 1. do 6. w I turze wyścigów Super GT na torze Okayama[22]
- 3.05.2017 – załogi startujące Lexusami LC GT500 zajęły  miejsca od 1. do 3. w II turze wyścigów Super GT na torze Fuji Speedway[23]
- 20.05.2017 – załoga Au TOM’S LC500 zwyciężyła w III turze wyścigów Super GT na torze Autopolis[24]
- 23.07.2017 – załogi startujące Lexusami LC GT500 zajęły miejsca 1 i 3 w IV turze wyścigów Super GT na torze Sportsland SUGO[25]
- 8.10.2017 – załogi startujące Lexusami LC GT500 zajęły miejsca 1 i 2 w VII turze wyścigów Super GT na torze Chang International[26]
- 11.11.2017 – załogi startujące Lexusami LC GT500 zajęły miejsca 2 i 3 w VIII, ostatniej w tym sezonie turze Super GT na torze Motegi, a załoga KeePer TOM’S uzyskała najwyższe miejsce w tabeli łącznych wyników, co dało jej tytuł Mistrza Super GT 2017[27].

## Nagrody
- 2016 – EyesOn Design – najlepszy samochód seryjny[28]
- 2016 – EyesOn Design – najlepsze wnętrze[28]
- 2017 – „Auto 25-lecia magazynu Playboy”[29]
- 2017 – Car Design of the Year – najlepszy samochód seryjny[30]
- 2017 – 10 Best Interiors – 10 najlepszych wnętrz Wards Auto[31]
- 2017 – Performance Coupe of Texas (Texas Auto Writers Association)[32]
- 2018 – UK Car of the Year – najlepsze coupe[33]
- 2018 – finalista World Car of the Year 2018 w kategoriach: samochód wyczynowy roku i design roku[34]
- 2018 – tytuł Coupe Roku według magazynu Auto Express[35]
- 2019 – EyesOn Design – najlepiej zaprojektowane zewnętrzne światła (Lexus LC Convertible Concept)[36]
- 2021 – Lexus LC Convertible Najlepszym Luksusowym Samochodem Roku 2021 w konkursie Women’s World Car of the Year[37]